# Wellington Saints
Wellington Saints - koszykarski zespół grający w nowozelandzkiej lidze National Basketball League. Klub ma siedzibę w Wellington i gra na TSB Bank Arena. 

## Skład
- Randall Bishop 1.82m
- Leon Henry 	2.02m
- Nick Horvath 	2.08m
- Terrence Lewis 1.93m
- Troy McLean 	1.93m
- Luke Martin 	1.82m
- Kevin Owens 	2.09m
- Brendon Polybank 1.96m
- Brendon Pongia 1.85M
- Hugh Quinlivan 1.98M
- Ernest Scott 	1.98M
- Lindsay Tait 	1.94M
- Matt Te Huna 	1.90M
- Arthur Trousdell 2.03M